# Яромир (єпископ Праги)
Яромир (чеськ. Jaromír; бл. 1040 — 26 червня 1090) — церковний і політичний діяч Богемського князівства, 7-й Празький єпископ в 1068–1090 роках. Відомий також як Гебхард Празький.

## Життєпис
Походив з династії Пржемисловичів. Четвертий син Бржетіслава I, князя Богемії, та Юдити фон Швайнфурт. Народився близько 1040 року. З дитинства йому було призначено духовну кар'єру. Також обрано в якості наступника празького єпископа Севера. Втім Яромир не виявив потягу до церквоного життя, полюбляючи лицарські змагання та полювання.
Здобув освіту в Німеччині. 1055 року після смерті батька усі родинні володіння були поділені міжбратами Яромира. 1061 року повернувся на батьківщину після смерті старшого брата Спитігнєва II, князя Богемії. Отримав сан диякона. Але небажав здійснювати церковні обов'язки, тому втік до Польщі.
1067 році після смерті єпископа Севера брати Яромира — Конрад, князь Зноєма і Брно, та Отто, князь Оломоуца, — закликали його до Богемії. Тут вони стали вимагати від іншого брата князя Вратислава ІІ передати Яромирові Празьку єпархію. Тому погодився це зробити лише 1068 року. Його було висвячено на єпископа Зігбертом I, єпископом Майнцьким. Яромир при цьому змінив ім'я на Гебхард.
Негайно розпочав боротьбу про відновлення впливу Праги в Богемії, оскільки 1063 року було утворено самостійну Оломоуцьку єпископію. В цьому він отримав підтримку з боку Матильди Тосканської, впливової при папському дворі. У 1070 році почалося відкрите протистояння з оломоуцьким єпископом Яном I. Приводом стало розмежування церквоних маєтностей в Богемії. Для врегулювання обидва звернулися до папи римського Олександра II. Разом з тим наказав напасти на посланця Яна I, що рушив до Риму. 1073 року сам Празький єпископ до Оломоуцу, де був добре прийнятий єпископом Яном, але раптово побив того. За це Вратислав II викликав Яромира-Гебхарда до суду, але той не підкорився.
В цей час також погані залишалися стосунки з богемським князем Вратиславом II, що переніс резиденцію до Вишеграду, де заснував Вишеградський капітул, який підпорядковувався безпосередньо Папі Римському. Внаслідок цього господарем Праги став єпископ Яромир.
Новий папа римський Григорій VII 1075 року вирішив щодо рівного поділу маєтностей між Прагою і Оломоуцом. У відповідь єпископ Праги уклав союз з імператором Генріхом IV, який 1077 року призначив Яромира канцлером Німеччини. Після цього суперечки з Яном I на деякий час вщухли.
1085 року після смерті Яна I та надання Вратиславу II титула короля Богемії Яромир-Гебхард звернувся до імператора з прохання заборонити обрання нового оломоуцького єпископа. В обґрунтування своїх вимог пред'явив підроблену грамоту празького єпископа св. Войтеха, нібито отриману ним від імператора Оттона I і затверджену римським папою, відповідно до якої територія Оломоуцький єпархії входила до складу єпископства Празького. У цьому проханні Яромира король Вратислав та Везілон, архієпископ Майнца. Тому 1086 року імперський рейхстаг схвалив імператорський привілей, згідно з яким Празька і Оломоуцький єпархії були об'єднані під керівництвом єпископа Празького. Також було встановлено нові межі Празького єпископства, що включали в себе всю територію Богемії та Моравії.
Втім поступово Празький єпископ вступив у конфлікт з королем Богемії. Головною причиною стало бажання Яромира мати статус рівний королю Богемії, оскільки вважав що церковна влада превалює над світською. Тому 1088 року останній знову відновив самостійність Оломоуцької єпархії. Яромир-Гебхард рушив зі скаргою до Риму. На шляху зупинився при угорському королівському дворі в Естергомі, де 1090 року раптово помер.